# Křinice
Křinice (německy Weckersdorf; též Skrinice) jsou obec v okrese Náchod v Královéhradeckém kraji. Rozkládá se v Broumovské kotlině podél Křinického potoka, zhruba dva kilometry jihozápadně od Broumova. Žije zde 431 obyvatel. Zástavba vsi je od roku 1995 chráněna jako vesnická památková rezervace. Západně od vesnice se nachází národní přírodní rezervace Broumovské stěny.

## Zeměpisná poloha
Křinice byly založeny jako lesní lánová ves. Rozprostírá se po délce pět kilometrů a svojí západní částí (horní vsí) sahá k úpatí Broumovských stěn (Hvězda). Na druhém konci (dolní ves) sahá k ústí Křinického potoka do Stěnavy. Jižně od obce ležící „Křinické rybníčky“ jsou přírodní rezervací.
Sousedními obcemi jsou Broumov na severovýchodě, Velká Ves a Otovice na východě, Martínkovice a Božanov na jihovýchodě.

## Historie
Vesnice byla založena roku 1255 jako součást klášterního panství. První písemná zmínka o obci pochází z roku 1395, kde byla označována jako Wickersdorf. V roce 1411 je poprvé doloženo jméno Weckersdorf. Patřila k Polickému újezdu, který český král Přemysl Otakar I. věnoval břevnovskému klášteru. Byla založena v době působení broumovského opata Martina (1253–1278) a osídlena německými kolonisty. Patřila do farnosti Broumov. Existence školy je prokázána k roku 1631. Zpočátku bylo zakázáno usazování řemeslníků – s výjimkou jednoho mlýna a hostince. Proto byly Křinice v roce 1677 největší selskou obcí broumovského klášterního majetku. V tom roce je zaznamenáno 51 sedláků a 43 domkářů. V roce 1800 byla postavena nová škola, která byla v roce 1875 opět nahrazena novou budovou. Dřevěným potrubím z křinického prameniště byla již od roku 1706 přiváděna voda do broumovského kláštera, od roku 1880 pak také i do města Broumov. Velké škody napáchal požár v roce 1815. Při dalším požáru v roce 1885 bylo zničeno 24 domů. V roce 1847 na území obce dopadl meteorit.
Vedle zemědělství měla význam i cihelna a také těžba pískovce a stavebního písku. V druhé polovině 19. století se mnoho obyvatel obce vystěhovalo do Chile.
Po Mnichovské dohodě v roce 1938 byly Křinice s převážně německým obyvatelstvem připojeny s okresem Broumov k Říši. Po druhé světové válce dále patřily do okresu Broumov. Násilnosti na německém obyvatelstvu v roce 1945 si vyžádaly 13 obětí na životě. Do roku 1946 byli odsunuti zbývající němečtí obyvatelé. Tím poklesl počet obyvatel o více než polovinu (V roce 1939 se zde k trvalému pobytu hlásilo 1030 lidí, v roce 1961 pouze 516). Mnoho domů bylo ponecháno zkáze.

## Obyvatelstvo
| Rok            | 1869  | 1880  | 1890  | 1900  | 1910  | 1921  | 1930  | 1950 | 1961 | 1970 | 1980 | 1991 | 2001 | 2011 | 2021 |
| -------------- | ----- | ----- | ----- | ----- | ----- | ----- | ----- | ---- | ---- | ---- | ---- | ---- | ---- | ---- | ---- |
| Počet obyvatel | 1 431 | 1 354 | 1 248 | 1 262 | 1 342 | 1 365 | 1 132 | 548  | 516  | 470  | 400  | 382  | 373  | 406  | 424  |
| Počet domů     | 241   | 243   | 225   | 228   | 231   | 238   | 233   | 203  | 136  | 122  | 101  | 126  | 148  | 156  | 169  |

## Obecní správa
Mezi lety 1850–1985 Křinice byly obcí v okrese Broumov (1850–1950) a později v okrese Náchod. Od 1. července 1985 do 31. srpna 1990 patřily jako část města k Broumovu a od 1. září 1990 jsou opět samostatnou obcí.
Ke Křinicím patří vzdálenější místa Amerika a Cihelny, jakož i samota Červený Dvůr.

### Obecní symboly
Znak a vlajka byly obci uděleny rozhodnutím předsedy Poslanecké sněmovny Parlamentu České republiky dne 5. října 2004.

## Pamětihodnosti
- Sousoší Ukřižování se sochami svatého Jana Křtitele a svaté Barbory
- Na hřebeni Broumovských stěn (Hvězda) stojí už na katastru Hlavňova mariánská kaple (Panny Marie Sněžné), postavená za opata Othmara Daniela Zinkeho podle plánu Kiliána Ignáce Dientzenhofera.[8] V její blízkosti se nachází výletní restaurace, postavená v roce 1853.
- Historická Křížová cesta severozápadně od horní vsi byla obnovena v roce 2000. Vede ke kapli svatého Huberta, původním zasvěcením Panně Marii Hvězdě Jitřní, postavené roku 1802.
- Venkovské usedlosti čp. 43, 91, 106, 116, 140, 152, 159, 194. Od roku 1995 tvoří vesnickou památkovou rezervaci.
- Deset křížů podél cesty z Broumova k poutnímu místu na Hvězdě
- Kaple Panny Marie Sněžné pod Hvězdou, která od roku 1709 stojí na začátku schodiště na Hvězdu[9]

## Galerie

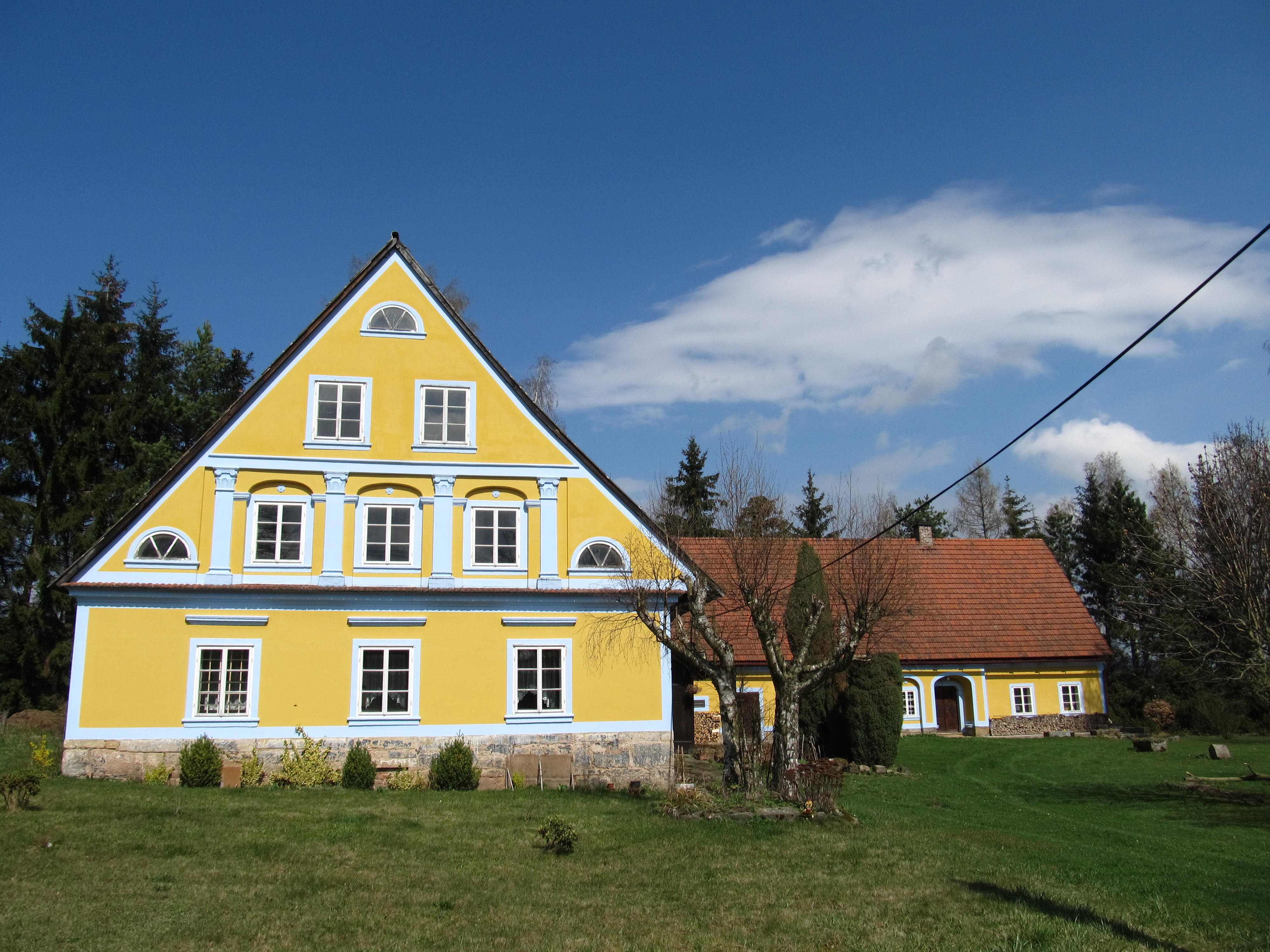
Křinice čp. 116
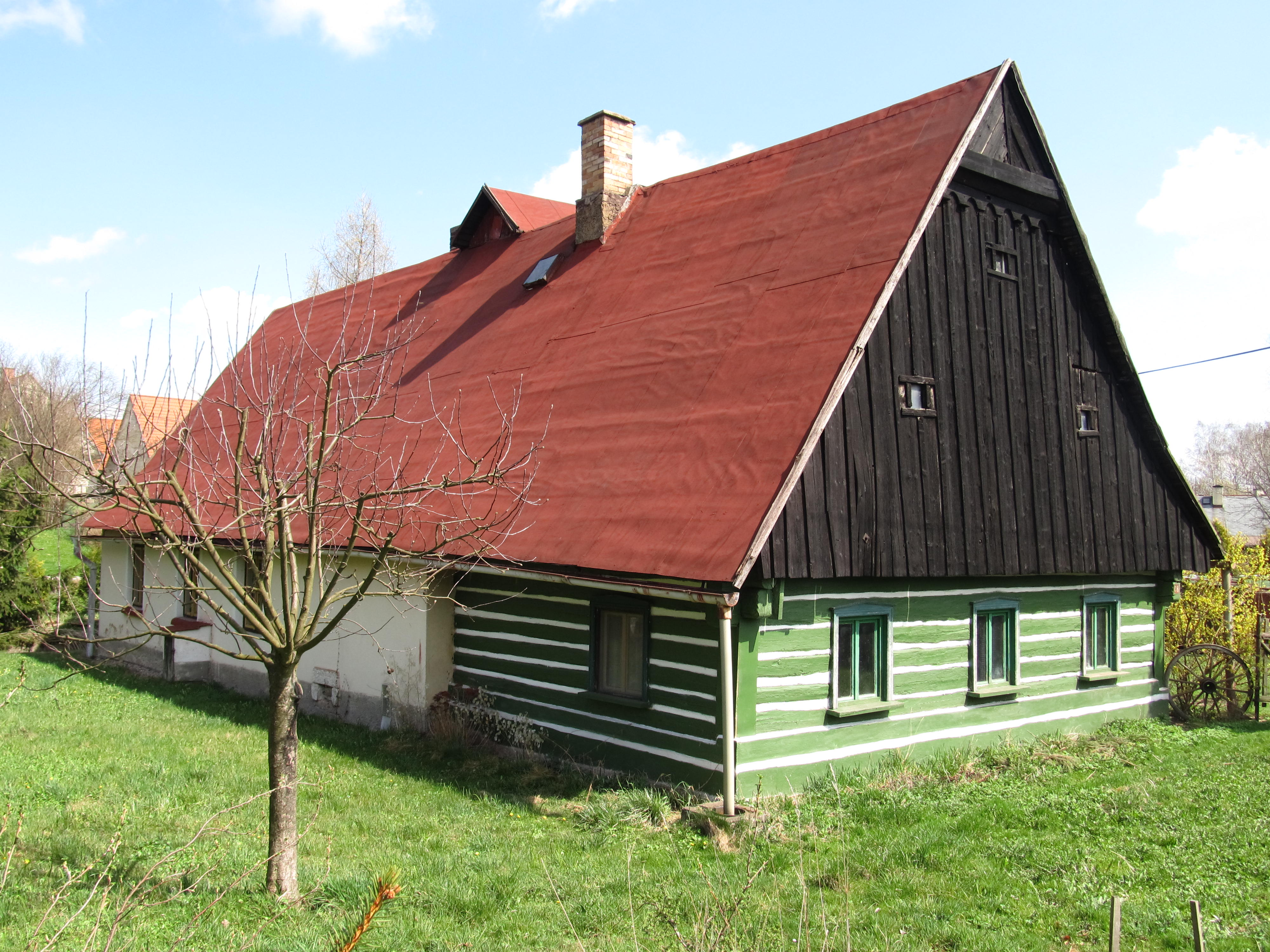
Křinice čp. 38
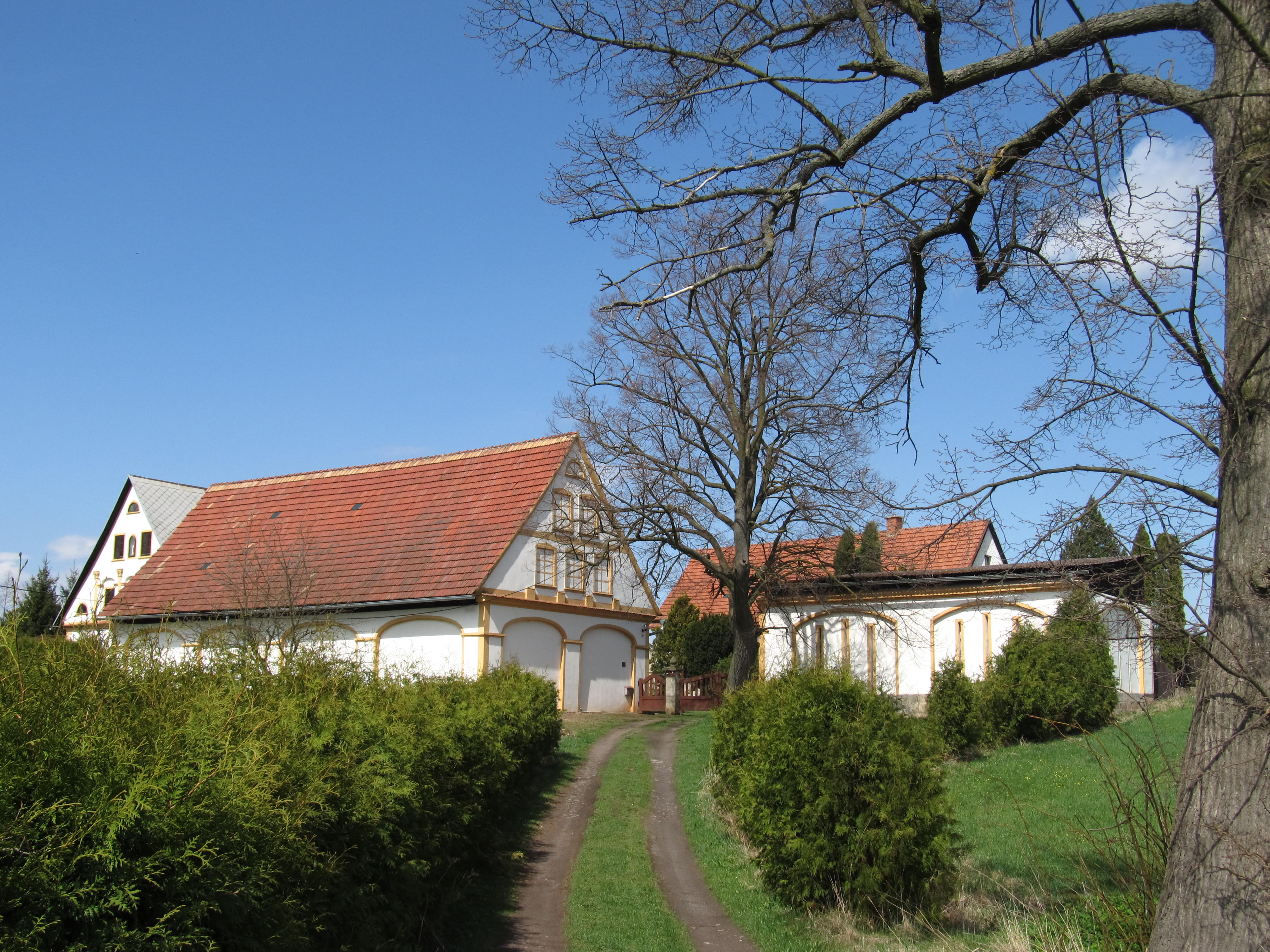
Křinice čp. 194
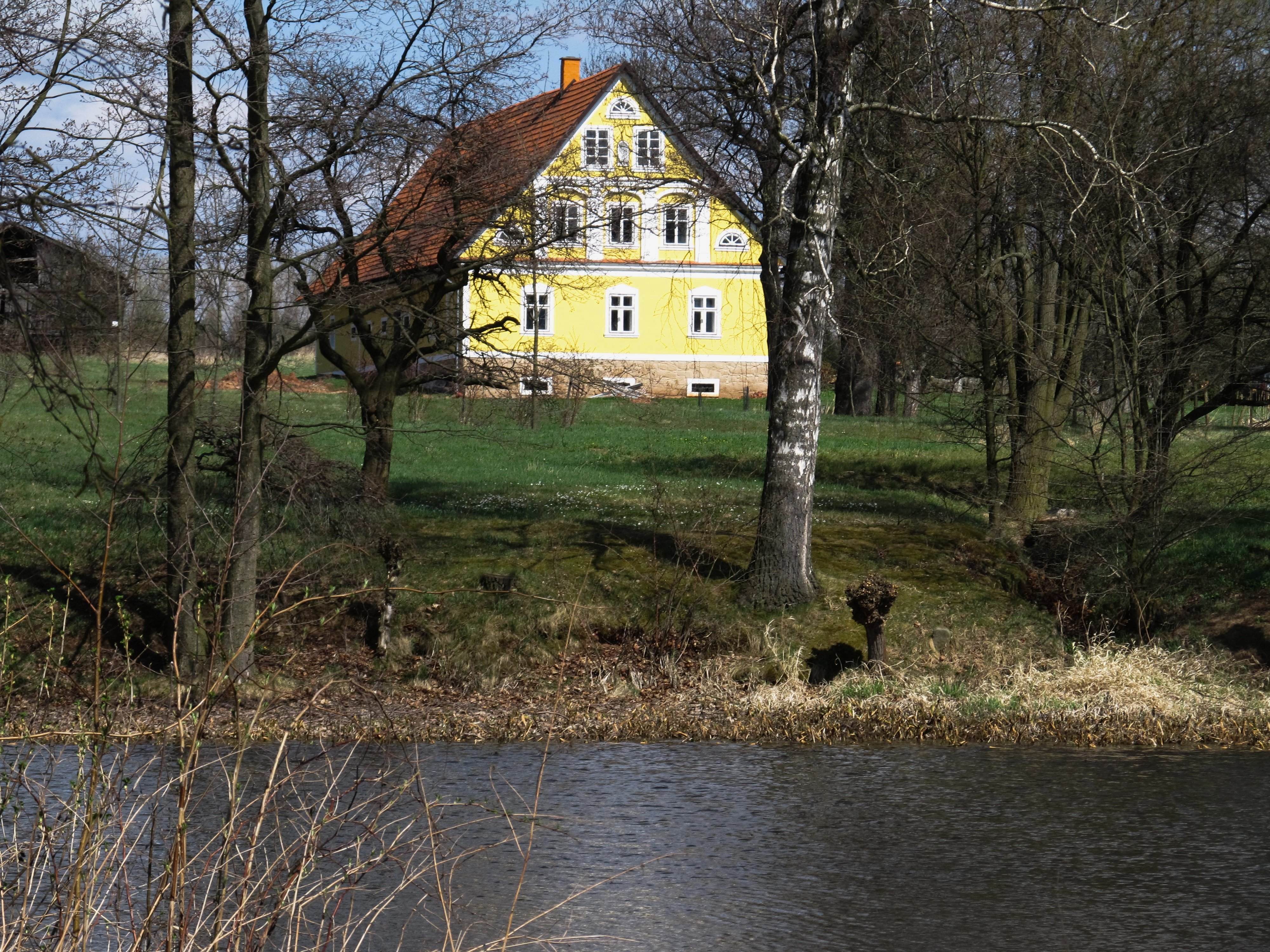
Křinice čp. 140
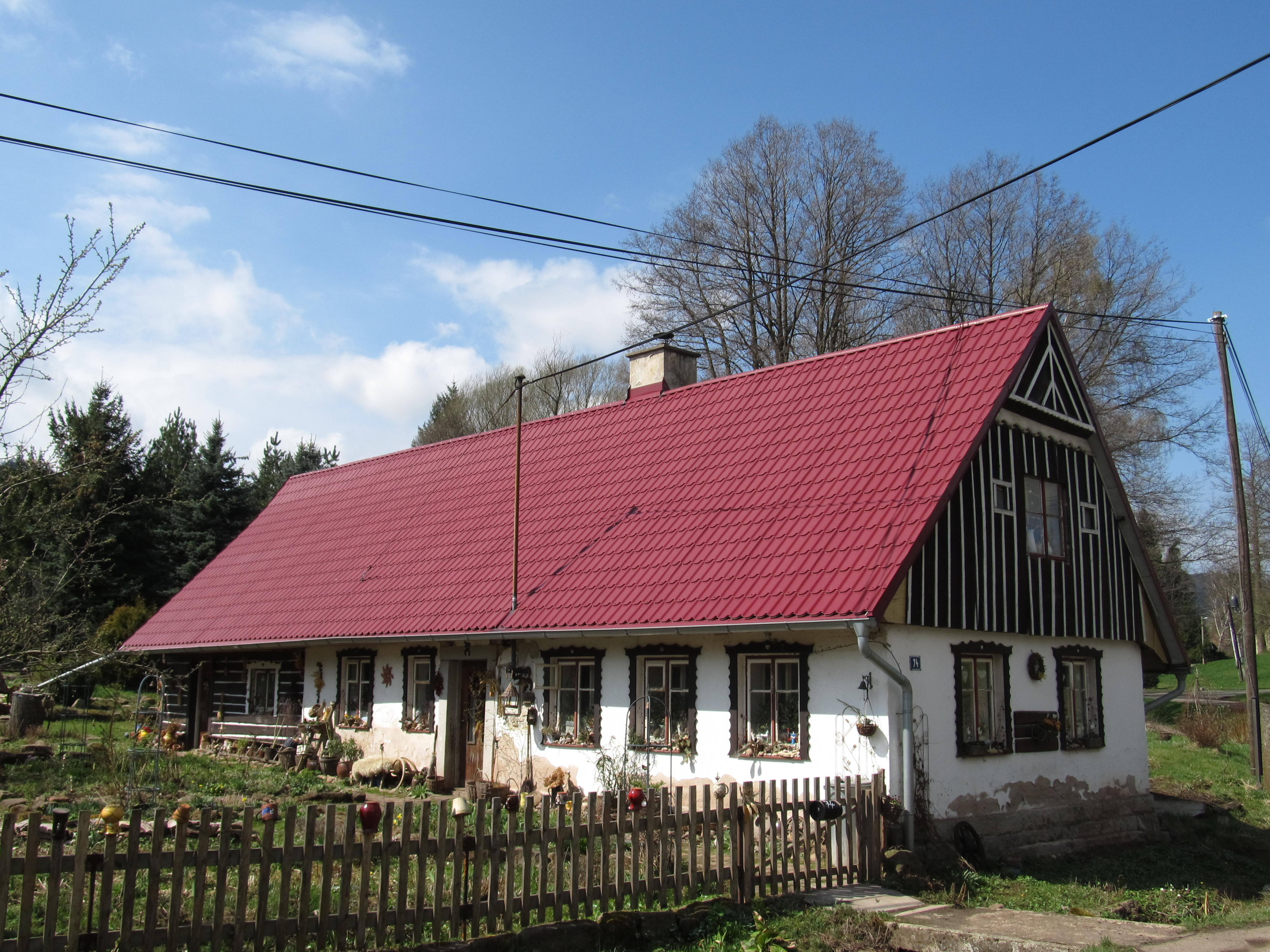
Křinice čp. 74
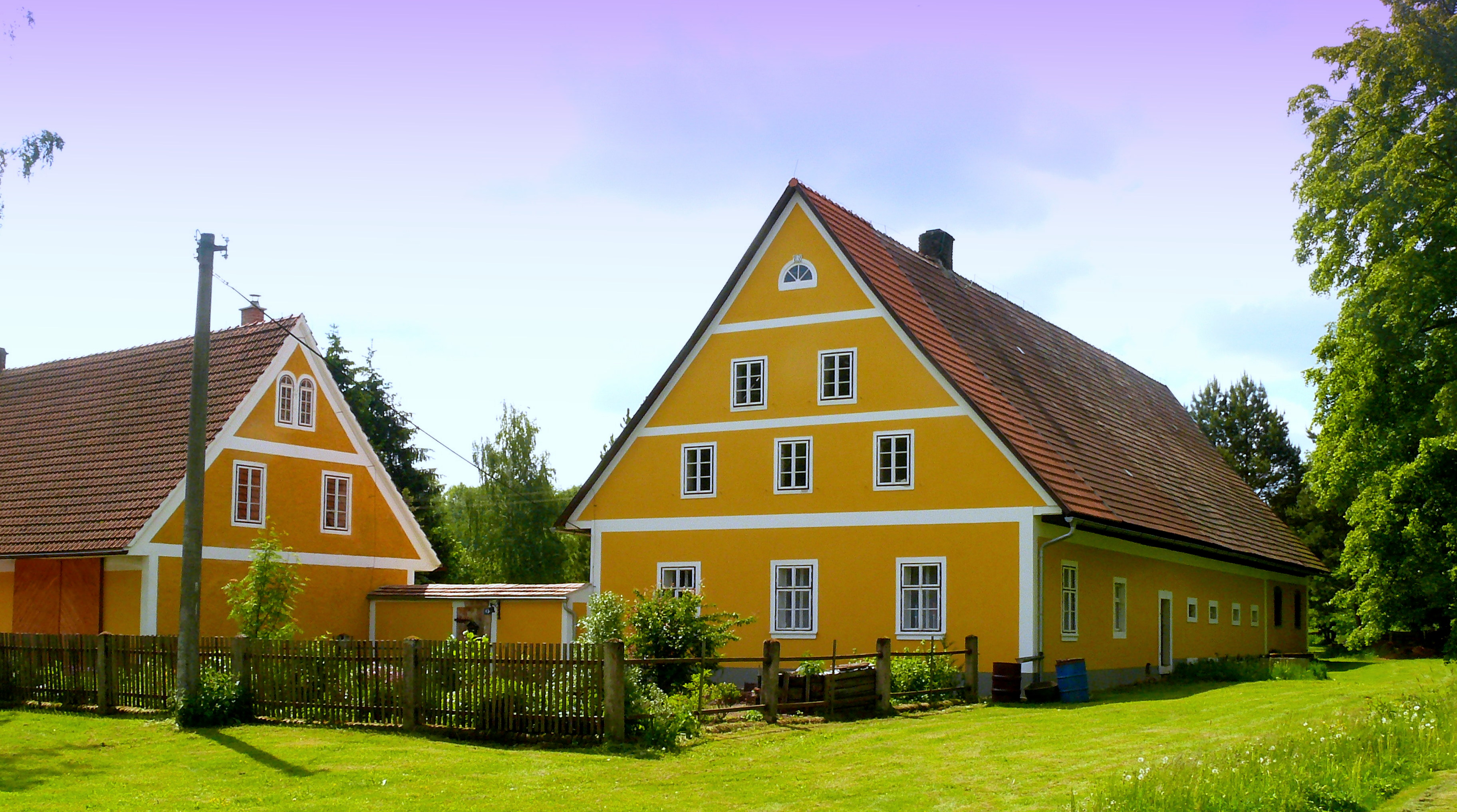
Křinice čp. 43
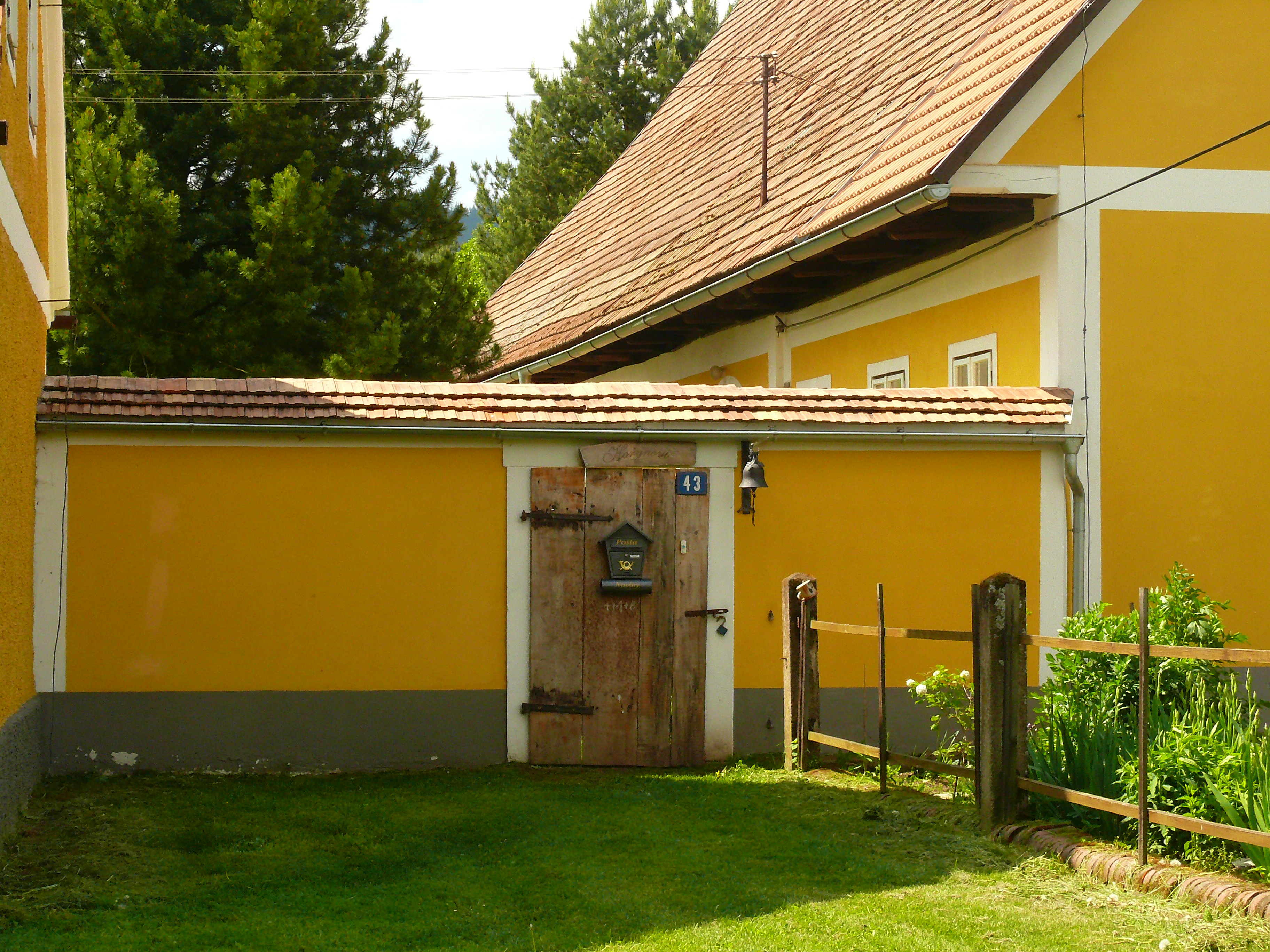
Křinice čp. 43 - vstup
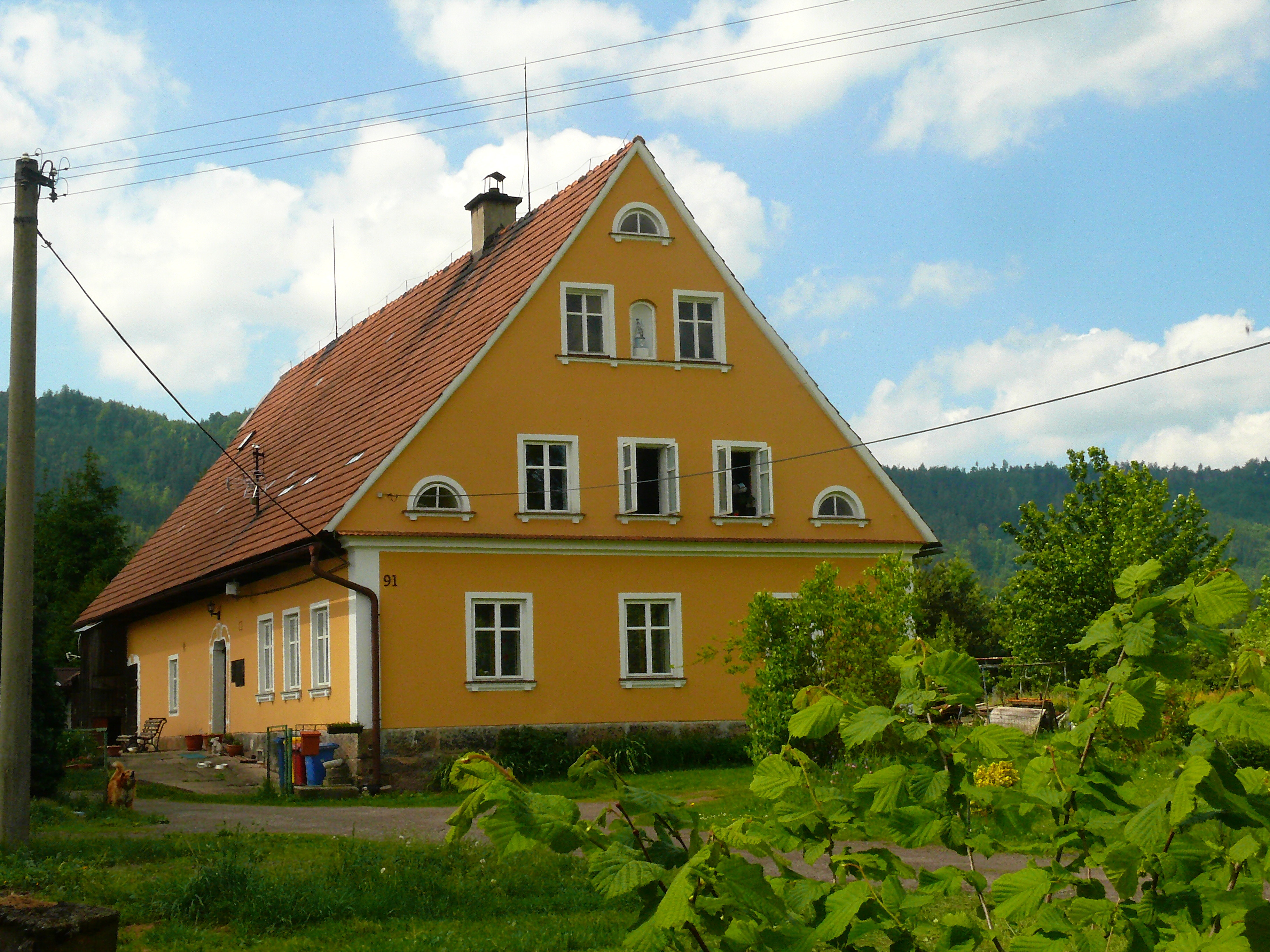
Křinice čp. 91
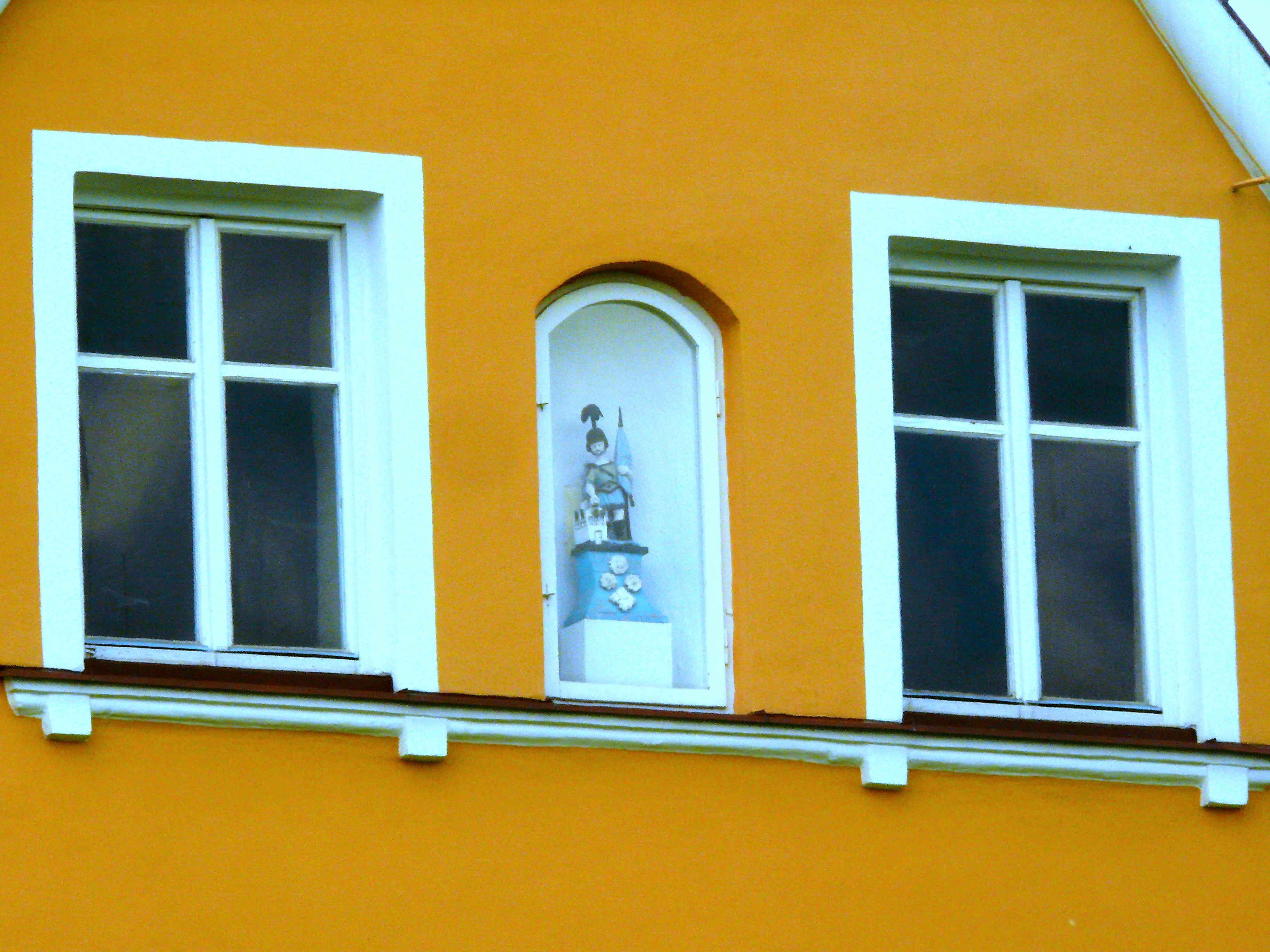
Křinice čp. 91 (detail)